# Episodi de Il Santo (quarta stagione)
La quarta stagione della serie televisiva Il Santo è andata originariamente in onda in Gran Bretagna dal 1º luglio al 26 agosto 1965 sul network ITV, per un totale di 9 episodi. Si tratta dell'ultima stagione realizzata in bianco e nero: le successive due saranno a colori.
| nº | Titolo originale          | Titolo italiano              | Prima TV USA   |
| -- | ------------------------- | ---------------------------- | -------------- |
| 1  | The Chequered Flag        | La bandiera a scacchi        | 1º luglio 1965 |
| 2  | The Abducters             | I rapitori                   | 8 luglio 1965  |
| 3  | The Crooked Ring          | KO alla quarta ripresa       | 15 luglio 1965 |
| 4  | The Smart Detective       | Il furbo detective           | 22 luglio 1965 |
| 5  | The Persistent Parasites  | La quarta moglie             | 29 luglio 1965 |
| 6  | The Man Who Could Not Die | L'uomo che non poteva morire | 5 agosto 1965  |
| 7  | The Saint Bids Diamonds   | Furto al museo               | 12 agosto 1965 |
| 8  | The Spanish Cow           | La mucca spagnola            | 19 agosto 1965 |
| 9  | The Old Treasure Story    | Storia del capitano Williams | 26 agosto 1965 |

## L'uomo che non poteva morire
- Titolo originale: The Man Who Could Not Die
- Diretto da: Roger Moore
- Scritto da: Terry Nation

### Trama
Durante una partita di polo, Simon viene avvicinato dal giovane Nigel, che esprime le sue preoccupazioni per il suo grande amico, il campione di polo Mills poiché un ricattatore lo molesta. Simon accetta di aiutarlo e insieme seguono Mills dove deve depositare i soldi. Templar recupera il denaro, picchia il malfattore e poi restituisce il denaro a Mills. Quest'ultimo, chiamato dal ricattatore per portargli la somma, spara a quest'ultimo. Mills in seguito invita Nigel a fare speleologia con lui in Galles; Moira, la fidanzata di Nigel, esprime i suoi dubbi a Simon: non le piace Mills e pensa che il motivo del ricatto fosse il sospetto che avesse ucciso il padre di Nigel in Australia. Simon e Moira seguono le loro orme e non esitano a entrare nella grotta sotterranea. Templar riuscirà a impedire al traditore di portare a termine il suo piano: aveva effettivamente gettato il giovane in fondo a un burrone, ma Simon riuscirà a localizzarlo e a recuperarlo, dopo una feroce lotta con Mills che confesserà il suo crimine prima di essere a sua volta gettato nel burrone.
- L'episodio è tratto dal terzo racconto della raccolta "Protagonista il Santo" (Featuring the Saint, 1931).[senza fonte]

## Furto al museo
- Titolo originale: The Saint Bids Diamonds
- Diretto da: Leslie Norman
- Scritto da: Jesse L. Lasky Jr. e Pat Lasky

### Trama
A Tenerife il famoso diamante "The Regent" è stato rubato da una banda di criminali e il loro leader vuole tagliarlo in pietre più piccole, più facili da vendere. Simon rapisce lo scalpellino che il capo ha portato a questo scopo dall'aeroporto e prende il suo posto per irrompere nella villa e viene aiutato nei suoi piani dalla moglie del capo. Simon riuscirà a neutralizzare l'intera banda e consegnarli alla polizia locale.
- Altri interpreti: : Ed Bishop (George Felson)
- L'episodio è tratto dal romanzo Il Santo fa giustizia (The Saint bids diamond-1937), ambientato alle Isole Canarie.[senza fonte]